# Jens Kamieth

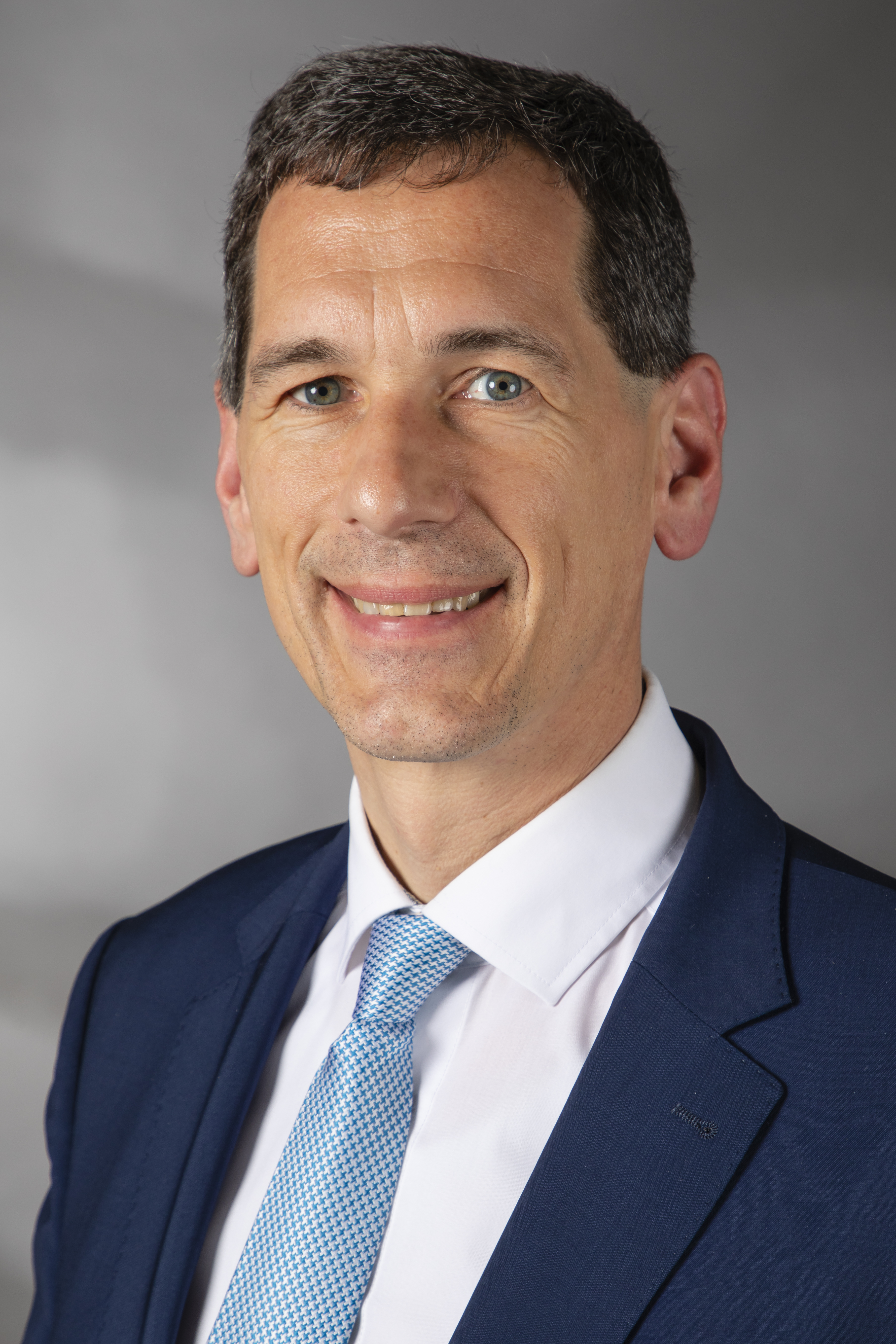
Jens Kamieth (2019)

Jens Kamieth (* 17. März 1969 in Fröndenberg) ist ein deutscher Jurist und Politiker (CDU Nordrhein-Westfalen), der seit 2010 Mitglied des Landtags Nordrhein-Westfalen ist.

## Biografie
Kamieth besuchte von 1975 bis 1979 die Grundschule und von 1979 bis 1988 das Gymnasium in Siegen. Nach dem Abitur leistet er Grundwehrdienst von 1988 bis 1989 in Goslar und Burbach und studierte von 1989 bis 1996 Rechtswissenschaften an der Universität Marburg. Das Studium schloss er mit beiden Staatsexamen 1998 ab.
Kamieth lebt in Siegen und ist Vater von drei Söhnen. Er ist Vorsitzender des DRK-Ortsvereins Siegen-Nord e. V. und Mitglied des Beirats der Stiftung Hilfswerk für Mütter und Kinder in Not, Siegen.

## Politik
1985 trat er der Jungen Union bei, 1996 dann der CDU. Von Juni 2003 bis September 2004 gehörte er dem Kreistag Siegen-Wittgenstein an. Am 1. Oktober 2004 zog Kamieth in den Rat der Universitätsstadt Siegen ein, zeitgleich wurde er zum 1. stellvertretenden Bürgermeister gewählt und nach der Kommunalwahl 2020 zum 2. stellvertretenden Bürgermeister. Von 2009 bis 2021 führte er als Vorsitzender den CDU-Stadtverbandes. Seit 2004 ist er Mitglied des Jugendhilfeausschusses der Universitätsstadt Siegen, dessen Vorsitz er von 2004 bis 2020 innehatte.
Bei der Landtagswahl in Nordrhein-Westfalen 2010 trat Kamieth erstmals für den Landtag an und gewann im Landtagswahlkreis Siegen-Wittgenstein I das Direktmandat. Er vertritt im Landtag neben der Universitätsstadt Siegen noch Burbach, Freudenberg und Neunkirchen.
Bei der Landtagswahl in Nordrhein-Westfalen 2012 konnte er sein Mandat nicht verteidigen, rückte jedoch noch vor der Konstituierung des Landtags nach. Bei der Landtagswahl im Mai 2017 konnte er sein Mandat zurückgewinnen. In der 16. Wahlperiode des Landtags Nordrhein-Westfalen war er Rechtspolitischer Sprecher der CDU-Fraktion. In der 17. Wahlperiode war er Sprecher der CDU-Fraktion für Familie, Kinder und Jugend.
Bei der Landtagswahl 2022 gewann er erneut das Direktmandat im Wahlkreis Siegen-Wittgenstein I.